# علالية

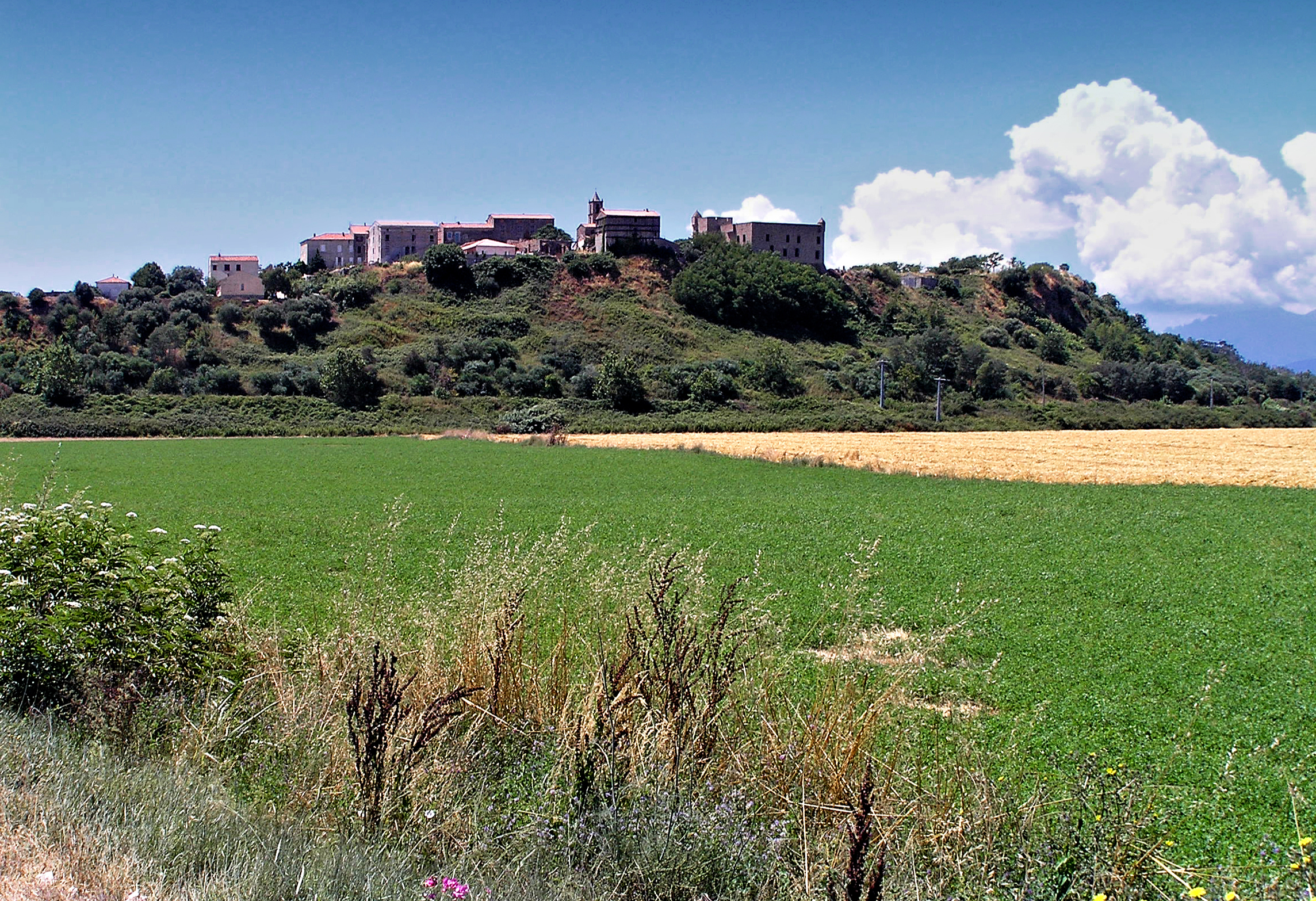
منظر لعلالية.

عَلاَلِيَة (من الإغريقية: Ἀλαλίη أَلاَلِيَا، وهي بالفرنسية: Aléria) مدينة وبلدية فرنسية تقع بإقليم كورسيكا العليا بجزيرة كورسيكا. بلغ عدد سكانها 1.966 نسمة عام 1999.